# Дельф
Дельф (др.-греч. Δελφός) — по одной из легенд древнегреческой мифологии герой, сын Аполлона и Келено (либо Аполлона и Фии; либо Аполлона и Мелены), его именем назван город Дельфы. Дельф — отец Касталия. По другому рассказу, это царь Дельф, когда Аполлон пришёл туда.
Дельф и Амфиктион обращались к гаданиям по внутренностям животных, по знакам и снам.
Павсаний в своём труде «Описание Эллады» высказывал мнение, что эпоним «Дельф» предназначен для любителей генеалогий, которые везде хотят видеть родословные, так как жители впоследствии называли город «Пифо» в честь того, что в нём правил сын Дельфа — Пифа.